# 171195 Richardgreen
171195 Richardgreen este o planetă minoră (asteroid), cu un diametru de 4,455 km, din centura de asteroizi. A fost descoperită pe 4 mai 2005 la Mount Lemmon⁠(d) de Mount Lemmon Survey⁠(d). 
Obiectul prezintă o orbită caracterizată de o semiaxă mare de 2,7999249978295 UAi, o excentricitate de 0,22191944608739, o înclinație de 7,9606699653106 ° în raport cu ecliptica.